# Serjania dibotrya
Serjania dibotrya är en kinesträdsväxtart som beskrevs av Poepp. & Endl.. Serjania dibotrya ingår i släktet Serjania och familjen kinesträdsväxter. Inga underarter finns listade i Catalogue of Life.